# Moczyłki
Moczyłki (niem. Springkrug) – wieś sołecka w Polsce położona w województwie zachodniopomorskim, w powiecie białogardzkim, w gminie Białogard. W latach 1975–1998 wieś należała do województwa koszalińskiego. W roku 2007 wieś liczyła 156 mieszkańców.

## Geografia
Wieś leży ok. 3 km na południowy wschód od Białogardu, na prawym brzegu rzeki Parsęty, po obu stronach drogi wojewódzkiej nr 163, przy linii kolejowej nr 404 Szczecinek – Kołobrzeg, przy trasie byłej linii wąskotorowej Białogard – Świelino, w bliskim sąsiedztwie lasów sosnowych oraz torfowisk wysokich.

## Turystyka
Przez wieś prowadzi regionalny, turystyczny szlak pieszy  Szlak „Solny”.
W Moczyłkach znajduje się gospodarstwo agroturystyczne.

## Transport
W miejscowości znajduje się przystanek komunikacji autobusowej oraz były przystanek kolejowy linii kolejowej nr 404.